# Le Diamant
Le Diamant är en ort och kommun i Martinique. Den ligger i departementet i den södra delen av Martinique, 15 km söder om huvudstaden Fort-de-France. 